# 又一村

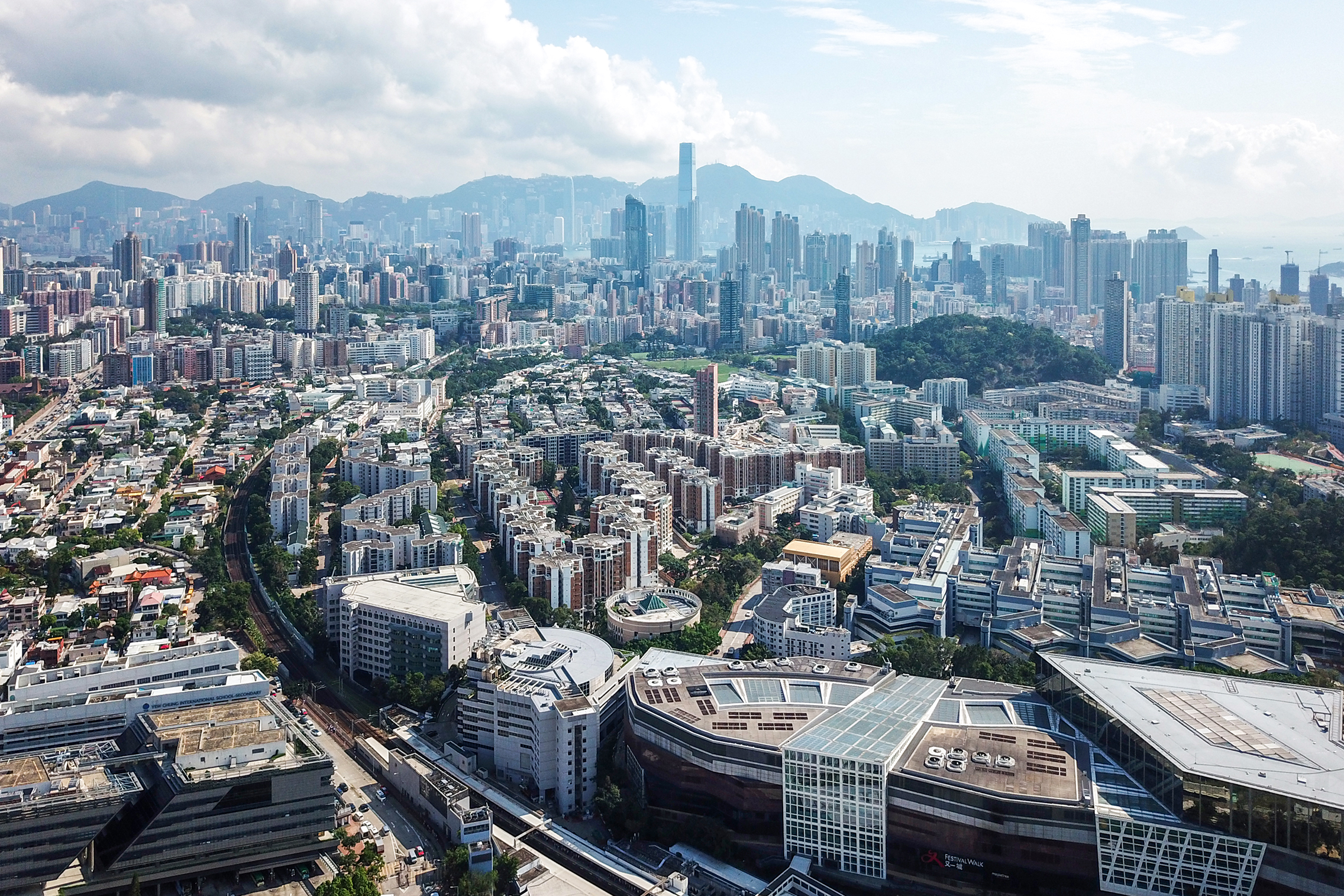
從高處航拍又一村一帶，左邊可見紅色建築為又一居，右方為南山邨，其他平房建築則為又一村的其他住宅

又一村（英語：Yau Yat Tsuen，亦作Yau Yat Chuen）位於香港九龍半島西部山丘，與九龍塘相鄰，界限街以北，為香港市區罕有低密度高尚住宅區。西臨石硤尾，東臨港鐵東鐵綫路軌，進出此地區的街道只有達之路、歌和老街及桃源街，村名取自南宋詩人陸游著作「遊山西村」中的著名詩句：「柳暗花明又一村」。

## 地理位置

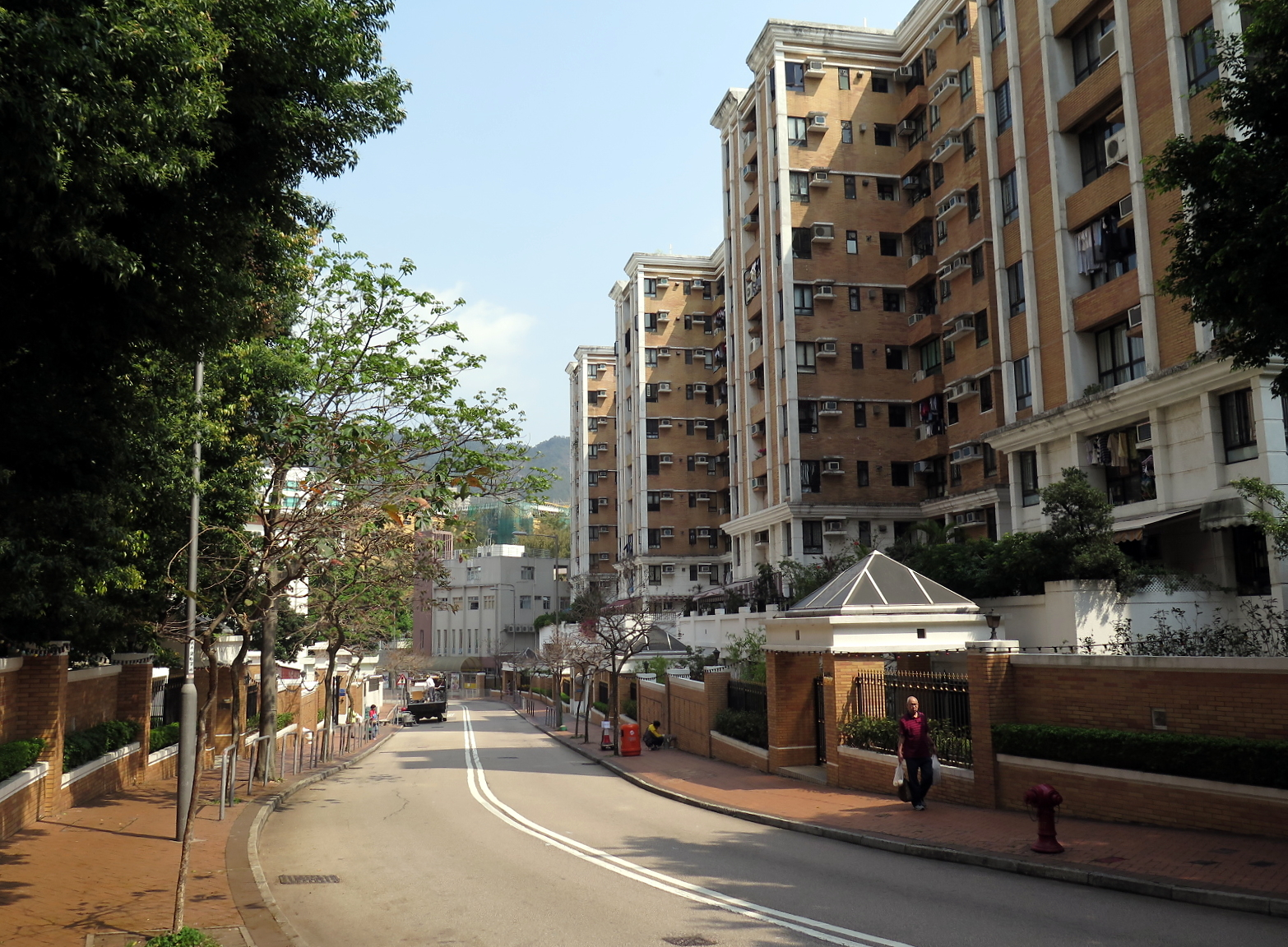
又一居

根據早年規劃署的分區計劃大綱圖，又一村屬於九龍仔的一部分，但隨着都市發展，地理環境被人爲改變，加上行政區劃的變動，又一村已從九龍仔分離，成爲深水埗區下的一個與石硤尾、長沙灣等地並列的獨立分區。由於又一村为了迁就飞机降落当时邻近九龙城的启德机场，而跟相鄰位處九龍城區範圍的九龍塘一样以低密度住宅區建筑为主，加上又一村東面只有港鐵東鐵綫劃分深水埗區及九龍城區，地理分界不明顯，而距離又一村最近的港鐵站又座落在兩地分界線上且被命名爲九龍塘站，故大多數人已將又一村視為九龍塘一部分，或誤以爲從九龍塘站向南延伸到界限街、位於東鐵線鐵路兩側的高尚住宅區都是又一村，甚至受到區內大型購物商場又一城的影響，誤以爲「又一村」三字是九龍塘附近的高尚住宅區的「屋苑名稱」。
不過從現實角度來說，既然現今絕大部分香港市民都將又一村視爲九龍塘的一部分，而香港政府至今未有設立以地區爲單位的地方管理架構，故對又一村區屬的討論僅具有學術和歷史意義。

## 歷史
九龍塘早於1920年代發展為低密度住宅區，但又一村一帶則未有任何發展，只是一個名為花墟山的地方。二次大戰過後，糖薑大王余達之（曾任職市政局議員）創立又一村建設有限公司牽頭發展，因為九龍塘是洋人聚居的地方，余達之認為，華人亦應有一個自己的高尚住宅區。故在九廣鐵路西面興建平房，形成成花園別墅區，而命名為又一村的原因，是來自宋代詩人陸游的《遊山西村》中的一句詩：山重水複疑無路，柳暗花明又一村，希望該區的名氣與九龍塘齊名。
基於余氏對倡建又一村作出了很大的功勞，區內最主要的幹道（達之路）正是紀念余達之。由於余達之生前喜愛花卉，故在區內的道路，大多都以花卉名稱去命名，諸如海棠路、石竹路 、地錦路、高槐路、牡丹路等。又一村內也有大型屋苑如又一村花園及又一居等，全以又一村作命名基礎。
1950年，又一村正式動工平整土地，全村114幢花園式洋房、會所陸續於1953-55年落成。1956年，達之路的大坑東道口建立又一村牌坊，1963-64年因擴展道路被清拆。1956年秋季，又一村學校正式開始辦學。
1980年代，由太古地產發展的的又一村花園落成。
1990年代，大型屋苑又一居分期落成，舊稱香港城市理工學院的香港城市大學永久校舍亦在1990上半年逐步啟用，至1998年以又一村命名的九龍塘大型商場又一城啟用。
2017年6月29日，中共中央总书记、国家主席、中央军委主席習近平訪港，其夫人彭麗媛在香港行政長官梁振英的夫人梁唐青儀的陪同下参观又一村学校。
又一村亦是香港少有的洋房式住宅區，政府多年來特別將此特式保留，規定區內建屋的最高地積比率和層數為0.6及三層，因而又一村多年來都能維持低密度人口。
另外，香港生產力促進局總部、商界環保協會及舊稱香港工業科技中心的創新中心亦位於又一村。

## 著名地點

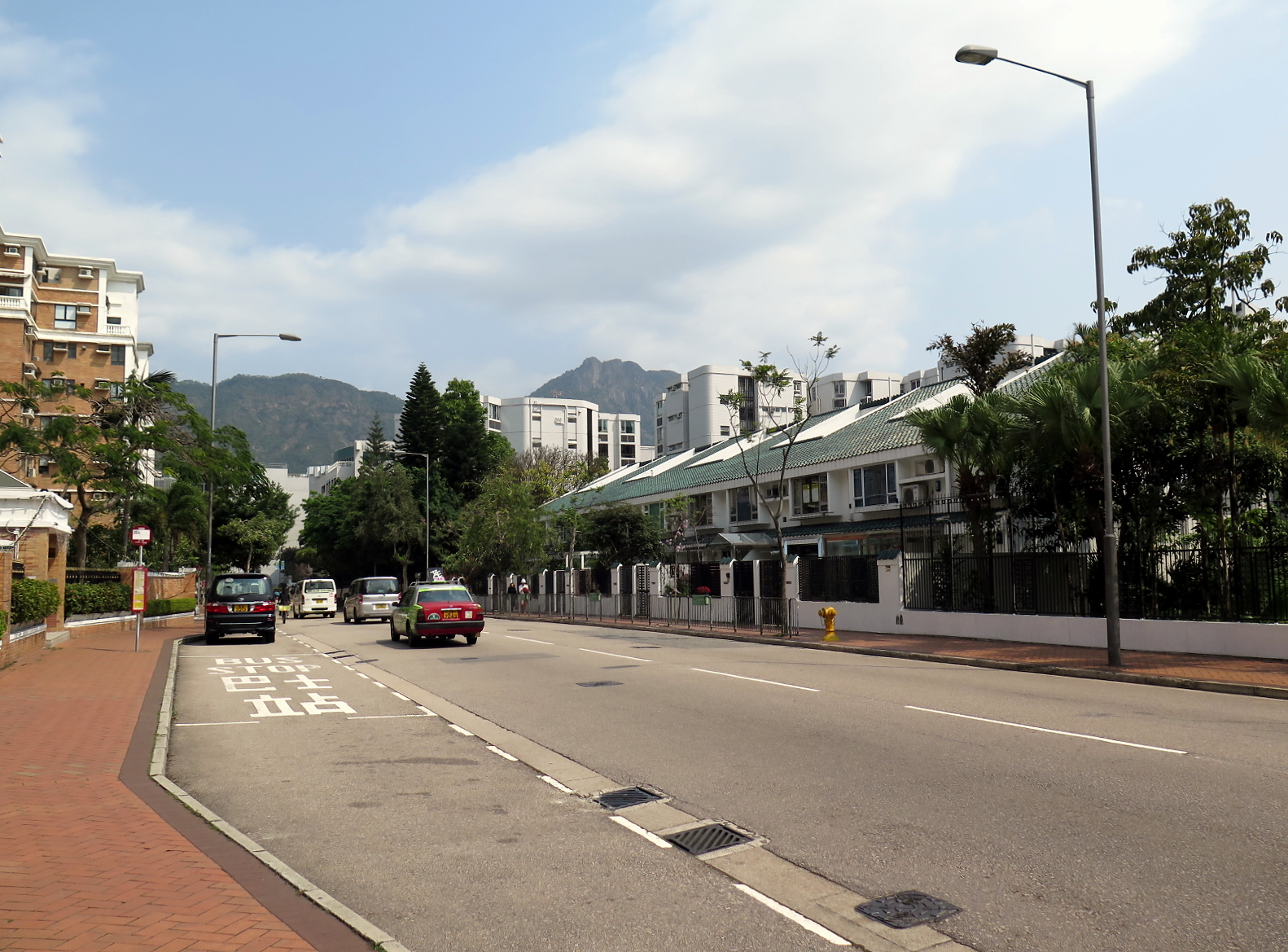
達之路

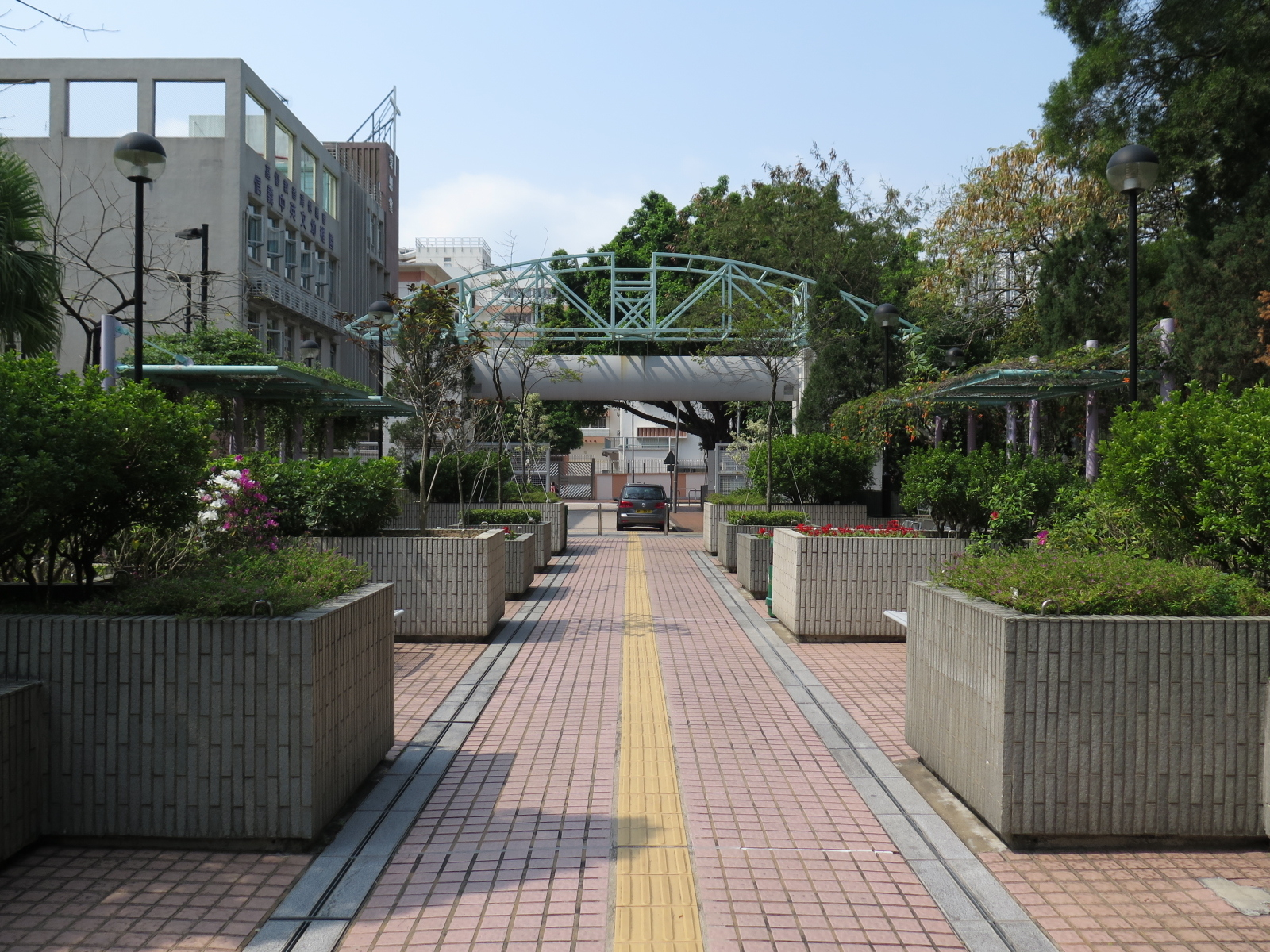
桃源街遊樂場

- 花墟公園
- 又一村公園
- 歌和老街公園
- 又一城
- 賽馬會環保樓
- 香港生產力促進局
- 創新中心
- 又一村花園俱樂部

## 私人屋苑
- 又一居
- 又一村花園
- 瑰麗新村
- 畢架山峰

## 學校
- 九龍禮賢學校
- 又一村學校
- 啟基學校
- 德雅中學
- 聖母玫瑰書院
- 香島中學
- 瑪利諾神父教會學校（中學部）
- 香港城市大學
- 香港基督教女青年會紹邦幼兒學校

## 區議會議席分佈
| 年度/範圍                                                            | 2000-2003                  | 2004-2007                  | 2008-2011  | 2012-2015  | 2016-2019  | 2020-2023  |
| -------------------------------------------------------------------- | -------------------------- | -------------------------- | ---------- | ---------- | ---------- | ---------- |
| 石硤尾公園、香港城市大學、又一居以北、達之路、又一村花園以北、東鐵線 | 澤安選區的一部分           | 龍坪選區的一部分           | 又一村選區 | 又一村選區 | 又一村選區 | 又一村選區 |
| 大坑東道至協同中學、又一居以南、達之路、又一村花園以南、東鐵線       | 大坑東及又一村選區的一部分 | 大坑東及又一村選區的一部分 | 又一村選區 | 又一村選區 | 又一村選區 | 又一村選區 |

註：以上主要範圍尚有其他細微調整（包括編號），請參閱有關區議會選舉選區分界地圖及條目。